# Communio (kerken)
Communio is een term die gebruikt wordt voor de onderlinge gemeenschap van kerkgemeenschappen voor zover zij elkaar als ware Kerk erkennen.  Zo leven bijvoorbeeld de Anglicaanse kerken en Oud-katholieke kerken, die elkaars katholiciteit hebben aanvaard, met elkaar in ‘full communion’ (volledige gemeenschap), maar  verricht de Priesterbroederschap Sint Pius X sinds 1988 haar dienstwerk niet meer in volle communio met Rome.